# Eclépens
Eclépens är en ort och kommun i distriktet Morges i kantonen Vaud, Schweiz. Kommunen har 1 182 invånare (2023).